# Cam Bedrosian
Cameron Rock „Cam“ Bedrosian, Spitzname Bedrock, (* 2. Oktober 1991 in Senoia, Georgia) ist ein US-amerikanischer Baseballspieler in der Major League Baseball (MLB) auf der Position des Pitchers.
Er ist der Sohn des Cy-Young-Award-Gewinners Steve Bedrosian.

## Werdegang

### Los Angeles Angels
Bedrosian wurde in der ersten Runde des MLB Draft 2010 von den Los Angeles Angels of Anaheim ausgewählt. Er unterzeichnete einen Vertrag mit einem Signing-Bonus in Höhe von 1,116 Millionen US-Dollar. Seine ersten Erfahrungen machte er in der Arizona League mit den Arizona Angels, einem Farmteam der Los Angeles Angels. 2011 musste er sich einer Tommy John Surgery unterziehen und verpasste damit die komplette Saison.
Nach einigen weiteren Jahren in der Minor League gab er am 3. Juni 2014 im Alter von 22 Jahren im Trikot der Los Angeles Angels of Anaheim gegen die Houston Astros sein Debüt in der MLB. In dem Spiel pitchte er ein Inning. Das Spiel verloren die Angels mit 2 zu 7. Sein Debütjahr beendete er mit einem verlorenem Spiel und einer Earned Run Average (ERA) von 6.58.
2016 verzeichnete Bedrosian seinen ersten Save. In dieser Saison verzeichnete er 45 Einsätze, 51 Strikeouts und zwei gewonnenen Spielen bei einer ERA von 1.12.
Von 2017 bis zum Ende der Saison 2019 kam er auf 178 Einsätze, 14 gewonnenen und zwölf verlorenen Spielen, acht Saves und 174 Strikeouts bei einer ERA von 3.76.

### Cincinnati Reds
Am 16. Februar 2021 unterzeichnete Bedrosian einen Minor-League-Vertrag bei den Cincinnati Reds, mit der Option am Spring Training teilnehmen zu dürfen. Am 29. März 2021 wurde Bedrosian in den 40-Mann-Kader der Reds berufen.